# オハイオ州立矯正施設
オハイオ州立矯正施設（オハイオしゅうりつきょうせいしせつ、またはオハイオ州立少年院、Ohio State Reformatory） はアメリカ合衆国オハイオ州マンスフィールドにあった若年層向けの刑務所で、1896年に運用が始まり1990年に閉鎖した。1994年の映画「ショーシャンクの空に」の撮影に使用され有名になった。

## 施設の歴史

### 運用開始
1867年、オハイオ州はマンスフィールドの南北戦争時の北軍演習場跡地に『中級刑務所』の建設を計画した。中級刑務所とは、少年院に入るほど若くなくオハイオ州刑務所に入るほど重罪ではない16～30歳の初犯の受刑者を対象とする実験的な施設のことであった。

160万ドルの予算が組まれ1886年に着工した。施設は『オハイオ州矯正施設』と命名され、未完成のまま1896年9月15日にコロンバスのオハイオ州刑務所から最初の150人が移された。受刑者は下水道や石塀の工事を手伝わされ1910年に完成した。

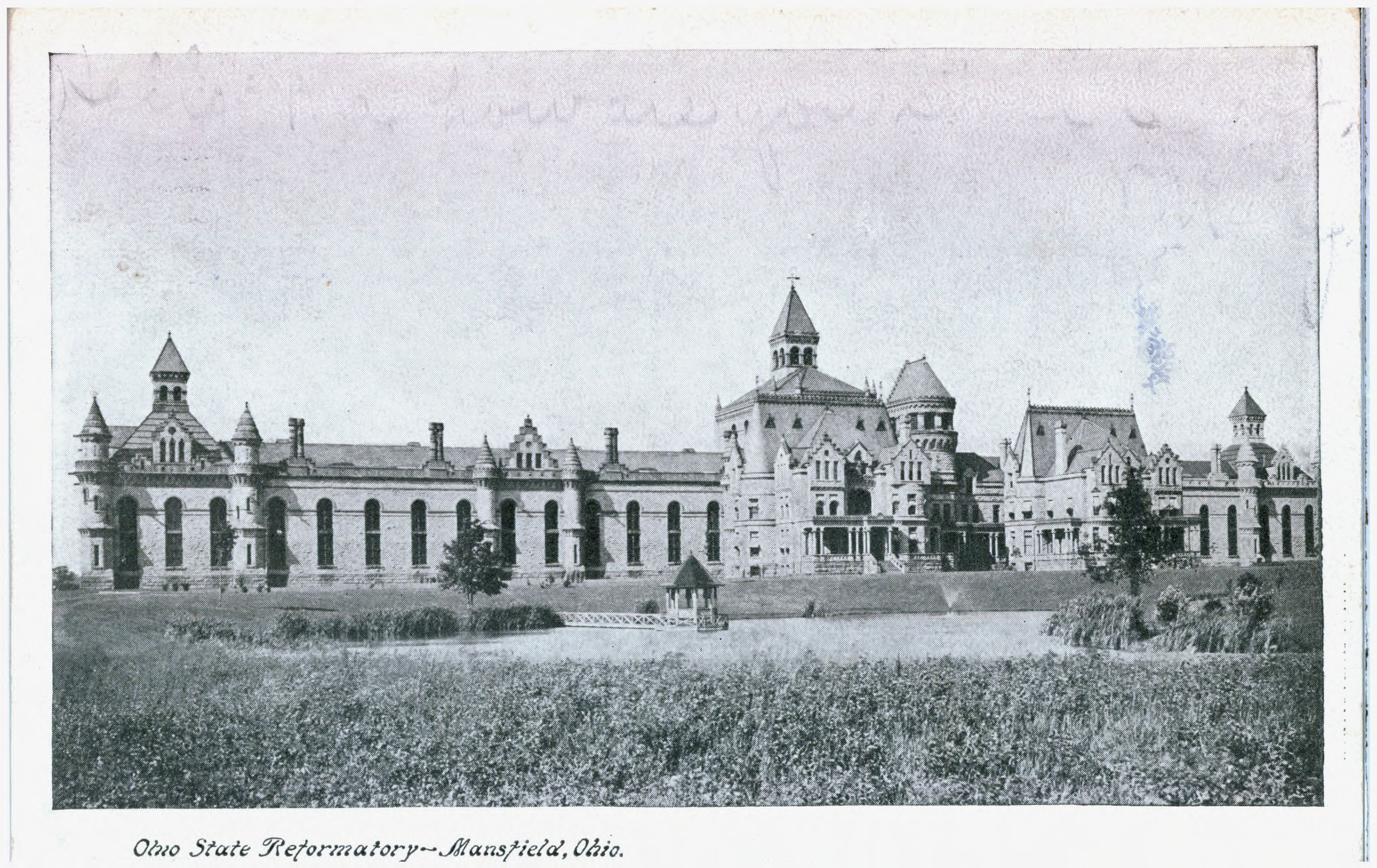
1907年頃

この施設は受刑者に罪を償わせるのではなく、学校と同じような授業や職業訓練を受けさせ、犯罪者の自立と社会復帰を目標とした。実際に釈放後の再犯率は低かった。
しかし1920年に禁酒法が施行されると共に収容者数はたちまち3倍に跳ね上がり、1人用の独居房を2人、場合によっては3人で使用し、環境の悪化で暴力が日常化した。さらに追討ちを掛けるように1930年4月にオハイオ州刑務所で火災が発生し、約200人の囚人が移ってきたため深刻な過密状態となった。1920年代～1930年代にかけて殺人や自殺、病気などが原因で200人以上の受刑者が死亡し2人の看守が殺害された。
1940年～1950年代は第二次大戦下における失業者の低下や戦後の好景気のおかげで犯罪者数が減少し、1960年代まで比較的安定した状態が維持された。1935～1959年に所長を務めたアーサー・L・グラックは、各独居房に伝声管を敷設してクラシック音楽やラジオ放送を流すなどの環境改善を行い受刑者からも敬われた。

### 施設の閉鎖
1960年代後半になると犯罪件数が激増し、『犯罪者の矯正など無意味だ』という論調が世間に広まっていた。施設は本来の意義を失い、1969年から第一級および第二級殺人の重罪犯を受け入れ始め、収容可能人数1,900人のところに2,400人が押し込められる事態となった。
また老朽化のため建物の管理が行き届かず、「夏場の上層階はまるでサウナだ」「ゴキブリが耳に入らないようにヘアネットを被って寝ている」といった証言もあるように空調や衛生面で様々な問題を抱えた。あまりの過酷さに囚人たちは人権侵害だと訴訟を起こし、1983年に連邦裁判所は施設の運用停止を命じた。
1990年に1キロほど離れた場所に完成した「マンスフィールド矯正施設」に全ての機能を移転し、オハイオ州矯正施設は閉鎖した。

## 保存活動
閉鎖から3年後、映画「ショーシャンクの空に」の撮影が終わったあと全ての塀と北側の別棟が取り壊された。全て除却する予定だったが、1995年に「マンスフィールド少年院保存協会」が発足し保存が決まった。
施設は博物館として生まれ変わり「オハイオ矯正施設博物館」「ショーシャンク博物館」「ノースセントラル・オハイオ工業博物館」の3つの展示スペースが作られた。刑務所や地域の歴史が学べるツアー、映画の撮影地を巡るツア－、ゴーストハンティングツアー（いわゆる肝試し）などが行われている。維持管理費はこれらの入場料やツアー代金、寄付などで賄われている。
博物館には電気椅子が展示されているが、ここに処刑場はなく他所から移したものである。また「ショーシャンクの空に」の撮影で設置した金庫や「エアフォース・ワン」の撮影で作られた門扉が残されている。

## 建物概要

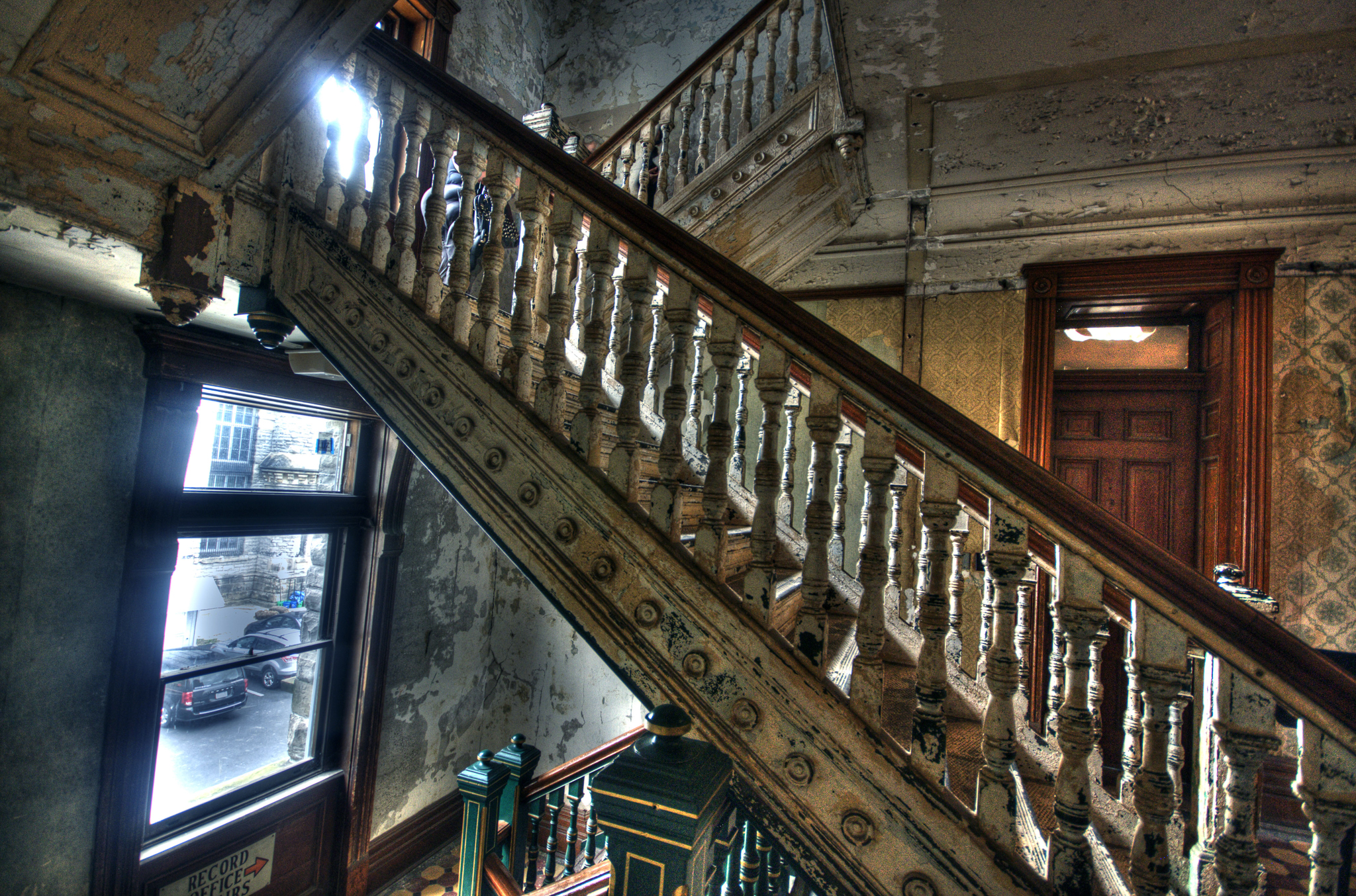
装飾が施された階段

建物の設計はクリーブランド出身の建築家、リーバイ・タッカー・スコフィールドが行なった。全体的な外観は16世紀に建てられたフランスのシャンボール城をモデルとしており、尖塔やステンドグラスを多用するゴシック様式、開口部が小さく堅牢な石造りが特徴のロマネスク様式、八角形の塔があり中世の城のようなクイーン・アン様式などが組み入れられている。スコフィールドは大聖堂や名門大学を思わせるデザインが受刑者に高揚感や感動、威圧感を感じさせ、精神的な変革をもたらすだろうと考えた。
工事を指揮したのはフレデリック・シュニッツァーという地元の有名なビルダーで、礎石に彼の名前が刻まれている。

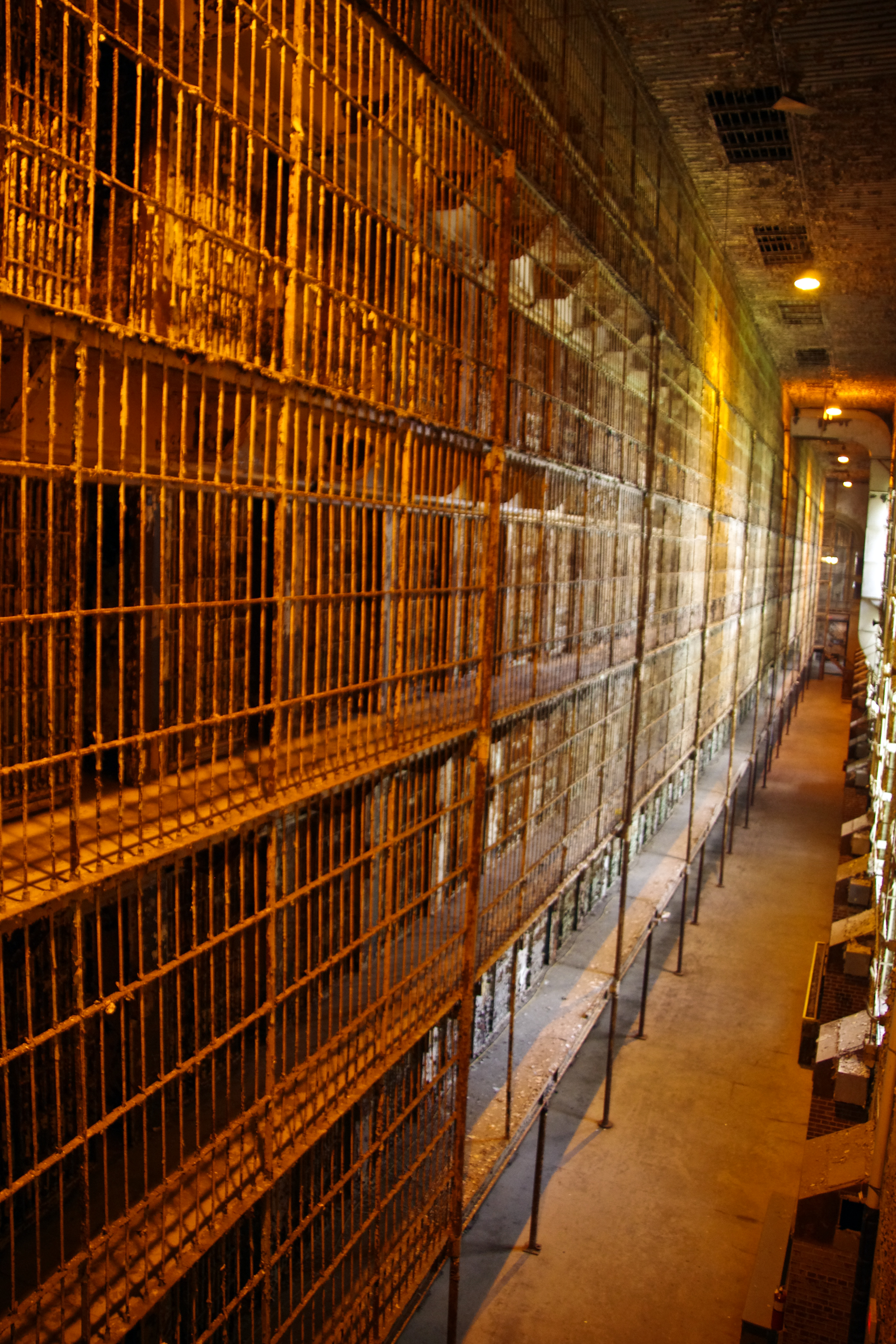
6階建てのイーストセルブロック

正面から東側に延びる「イーストセルブロック」は鉄骨造の6階建てで600室の独居房があり、刑務所の高さとしては世界最大である。

## メディアへの登場
- ニューヨーク一攫千金 (1976)  ”Harry and Walter Go To New York”

- デッドフォール (1990)  "Tango & Cash"

- ショーシャンクの空に (1994)  "The Shawshank Redemption"

- エアフォース・ワン (1997)  "Air Force One"

- 大脱出3 (2019)  "Escape Plan: The Extractors"

- 他にもドキュメンタリー番組やミュージックビデオ、ユーチューバーの配信動画などで多数使用されている

### 出展
1. 1 2  CompassOhio (2018年9月7日). “Ohio State Reformatory • CompassOhio” (英語). CompassOhio. 2024年10月4日閲覧。
2. ↑  “Penalty and Incentive: The Ohio State Reformatory”. ohiomemory.ohiohistory.org. 2024年10月7日閲覧。
3. ↑  “Guard Urban Wilford”. The Officer Down Memorial Page (ODMP). 2024年10月6日閲覧。
4. ↑  “Guard Frank B. Hanger”. The Officer Down Memorial Page (ODMP). 2024年10月6日閲覧。
5. ↑  “The Tragic Life of Arthur Glattke | Warden of Mansfield Reformatory” (英語). Ghost Walks. 2024年10月7日閲覧。
6. ↑  “アメリカの犯罪”. www1.tcue.ac.jp. 2024年10月3日閲覧。
7. ↑  “The Ohio State Reformatory Shawshank Prison | Ohio Traveler” (英語) (2022年2月22日). 2024年10月7日閲覧。
8. ↑  “Penalty and Incentive: The Ohio State Reformatory”. ohiomemory.ohiohistory.org. 2024年10月4日閲覧。
9. ↑  “Ohio State Reformatory” (英語). Ohio Exploration Society (2016年5月25日). 2024年10月7日閲覧。
10. ↑  “Shawshank Prison & Shawshank Museum” (英語). Shawshank Trail. 2024年10月6日閲覧。
11. ↑  “North Central Ohio Industrial Museum” (英語). Destination Mansfield. 2024年10月7日閲覧。
12. ↑  “Blood Prison: Ohio's Ultimate Haunted House Await” (英語). Blood Prison at The Historic Ohio State Reformatory. 2024年10月6日閲覧。
13. ↑  Submitted (2020年3月28日). “The genius of design behind the Ohio State Reformatory” (英語). Richland Source. 2024年10月6日閲覧。
14. ↑  “名前。生年。死亡年。「Find a Grave」 メモリアル”. ja.findagrave.com. 2024年10月7日閲覧。